# Résolution 1101 du Conseil de sécurité des Nations unies
Membres permanents
- Chine
- États-Unis
- France
- Royaume-Uni
- Russie

Membres non permanents
- Chili
- Corée du Sud
- Costa Rica
- Égypte
- Guinée-Bissau
- Japon
- Kenya
- Pologne
- Portugal
- Suède

Résolution no 1100 Résolution no 1102
La résolution 1101 du Conseil de sécurité des Nations Unies, a été adoptée le 28 mars 1997. Après avoir réitéré sa préoccupation face à la situation en Albanie, le Conseil a créé une force de protection multinationale dans le pays pour faciliter l'accès à l'aide humanitaire.
Le Conseil de sécurité a noté que la situation en Albanie, déclenchée par l'échec de une chaîne de Ponzi à grande échelle, s'était détériorée et que l'Organisation pour la sécurité et la coopération en Europe (OSCE) et l'Union européenne tentaient de trouver une solution pacifique à cette situation. Il se déclarait convaincu que la situation en Albanie constituait une menace pour la paix et la sécurité de la région, reflétant les inquiétudes des diplomates quant à une extension des troubles à d'autres régions peuplées par des populations d'ethnie albanaise des Balkans.
La résolution, rédigée par l'Italie, condamne la flambée de violence et appelle à la cessation immédiate des hostilités. Certains pays ont proposé de créer une force de protection multinationale temporaire et limitée pour faciliter l’acheminement de l’aide humanitaire et créer un environnement sûr pour les organisations humanitaires internationales. L'Italie, particulièrement préoccupée par une arrivée d'Albanais vers son territoire, comme cela s'était produit en 1991, se propose pour diriger cette force,. Le Conseil a autorisé les États participant à cette opération (Opération Alba) à mener l'opération de manière neutre et impartiale et, en vertu du Chapitre VII de la Charte des Nations unies, leur a en outre ordonné de garantir la liberté de mouvement et la sécurité de cette force multinationale.
Il a été décidé que l'opération durerait trois mois et que son coût serait supporté par les pays qui y participeraient. Les États contributeurs ont été priés de faire rapport au Conseil toutes les deux semaines sur les consultations entre celui-ci et le gouvernement albanais et de coopérer avec les autorités du pays.
La résolution 1101 a été adoptée par 14 voix contre zéro, avec une abstention de la Chine, qui a déclaré qu'elle estimait que la situation était une affaire intérieure de l'Albanie, mais, compte tenu de la demande d'assistance de l'Albanie, n'a pas opposé son veto à la résolution.

## Voir également
- Rébellion de 1997 en Albanie
- Opération Libelle
- Opération Silver Wake